# Pontus Dahbo
Pontus Bror Harry Dahbo (Göteborg, 11 ottobre 2005) è un calciatore svedese, centrocampista dell'Häcken.

## Carriera

### Club
Dahbo è cresciuto nel settore giovanile del Sävedalens IF da cui poi nel 2020 è stato acquistato dall'Häcken. Ha esordito il 18 febbraio 2023 nell'incontro di Svenska Cupen vinto 5-0 contro lo Jönköpings Södra ed il 29 maggio ha segnato il suo primo gol nel successo per 4-1 contro l'IFK Göteborg in Allsvenskan.

### Nazionale
Ha giocato nelle nazionali giovanili svedesi Under-16, Under-17 ed Under-18.

## Statistiche

### Presenze e reti nei club
Statistiche aggiornate al 14 dicembre 2023.
| Stagione        | Squadra         | Campionato      | Campionato | Campionato | Coppe nazionali | Coppe nazionali | Coppe nazionali | Coppe continentali | Coppe continentali | Coppe continentali | Altre coppe | Altre coppe | Altre coppe | Totale | Totale | Totale |
| Stagione        | Squadra         | Comp            | Pres       | Reti       | Comp            | Pres            | Reti            | Comp               | Pres               | Reti               | Comp        | Pres        | Reti        | Pres   | Reti   |        |
| --------------- | --------------- | --------------- | ---------- | ---------- | --------------- | --------------- | --------------- | ------------------ | ------------------ | ------------------ | ----------- | ----------- | ----------- | ------ | ------ | ------ |
| 2023            | Häcken          | A               | 20         | 4          | CS              | 3               | 2               | UCL+UEL            | 2+6                | 0                  |             | -           | -           | 31     | 6      |        |
| Totale carriera | Totale carriera | Totale carriera | 20         | 4          |                 | 3               | 2               |                    | 8                  | 0                  |             | -           | -           | 31     | 6      |        |

## Palmarès

### Club

#### Competizioni nazionali
- Coppa di Svezia: 1

Häcken: 2024-2025